# Berezivka, Poltava
Berezivka (în ucraineană Березівка) este un sat în comuna Nesterenkî din raionul Poltava, regiunea Poltava, Ucraina.

## Demografie
Componența lingvistică a localității Berezivka
     Ucraineană (100%)
Conform recensământului din 2001, toată populația localității Berezivka era vorbitoare de ucraineană (100%).